# Maktkamp på Falcon Crest
Maktkamp på Falcon Crest (engelska: Falcon Crest) var en amerikansk såpopera som spelades in 1981–1990, med Jane Wyman i huvudrollen som den hårdföra Angela Channing. Urpremiären i USA skedde den 4 december 1981.

## Handling
Serien utspelar sig på vingården Falcon Crest, där Angela Channing äger större delen av gården, och brorsonen Chase Gioberti (Robert Foxworth) den mindre genom arvet från sin döde far. Angela Channing försöker ständigt besegra sin brorson, med alla till buds stående medel – mutor, utpressning, förtal med mera. Styvsonen Richard, som får kontrollen av tidningen The New Globe, och sedermera en kapplöpningsbana, konkurrerar med dem om kontrollen av vindalen. 

## Rollista i urval
- Jane Wyman – Angela Channing (1981–1990)
- Robert Foxworth – Chase Gioberti (1981–1987)
- Susan Sullivan – Maggie Gioberti Channing (1981–1989)
- Lorenzo Lamas – Lance Cumson (1981–1990)
- David Selby – Richard Channing (1982–1990)
- Abby Dalton – Julia Cumson (1981–1986)
- Margaret Ladd – Emma Channing (1981–1989)
- William R. Moses – Cole Gioberti (1981–1987)
- Ana-Alicia – Melissa Agretti Cumson Gioberti (1982–1989)
- Chao-Li Chi – Chao Li (1981–1990)
- Mel Ferrer – Phillip Erikson (1981–1984)
- Bob Curtis – Father Bob (1982–1990)
- Jamie Rose – Victoria "Vickie" Gioberti Hogan Stavros (1981–1983)
- Dana Sparks – Victoria "Vickie" Gioberti Hogan Stavros (1986–1988)
- Anne Jeffreys – Amanda Croft (1982–1983)
- Lana Turner – Jacqueline Perrault (1982–1983)
- Harry Basch - Vince Caproni (1982-1984)
- John Saxon – Tony Cumson (1982–1988)
- Laura Johnson – Terry Hartford Channing (1983–1986)
- Cesar Romero – Peter Stavros (1985–1987)
- Sarah Douglas – Pamela Lynch (1983–1985)
- Simon MacCorkindale – Greg Reardon (1984–1986)
- John Callahan – Eric Stavros (1986–1988)
- Brett Cullen – Dan Fixx (1986–1988)
- Kate Vernon – Lorraine Prescott (1984–1985)
- Edward Albert – Jeff Wainwight (1986)
- Kristian Alfonso – Pilar Ortega Cumson (1988–1990)
- David Beecroft – Nick Agretti (1988–1989)
- Morgan Fairchild – Jordan Roberts (1985–1986)
- Paul Freeman – Gustav Riebmann (1984–1985)
- Marjoe Gortner – Vince Karlotti (1986–1987)
- Daniel Greene – Dwayne Cooley (1985–1986)
- Barbara Howard (skådespelerska) – Robin Agretti (1985–1986)
- Jill Jacobson – Erin Jones (1985–1986)
- Apollonia Kotero – Apollonia (1985–1986)
- Kim Novak – Kit Marlowe (1986–1987)
- Ken Olin – Fader Christopher (1985–1986)
- Wendy Phillips – Lauren Daniels Channing (1989–1990)
- Rod Taylor – Frank Agretti (1988–1990)
- Andrea Thompson – Genele Ericson (1989–1990)
- Gregory Harrison – Michael Sharpe (1989–1990)

## Maktkamp på Falcon Cresti Sverige
I Sverige har TV-serien visats på SVT1, Kanal 5 och Kanal 9. Urpremiären skedde i SVT1 den 7 december 1982.